# Kwiaty na żywopłocie
Kwiaty na żywopłocie – druga płyta zespołu Kobranocka, wydana w 1990, nakładem ZPR Records.
Nagrania zrealizowano w studio ZPR "Teatr STU" w Krakowie we wrześniu i październiku 1989. Realizator nagrania: Piotr Brzeziński. Muzyka i słowa: Kobranocka, oprócz: „Współczucie dla diabła”, muzyka – Keith Richards i Mick Jagger, tłumaczenie „Bitter taste in our bread” – Anna Baranówna. Opracowanie graficzne okładki: Andrzej Pągowski. Foto: Jacek Domiński.

## Lista utworów
Strona A
1. „Współczucie dla diabła” – 5:15
2. „Tak że wiesz, nie” – 3:39
3. „Zataczówka” – 3:58
4. „To wszy jej oczy wypiły” – 2:58
5. „Kocham cię jak Irlandię” – 4:52

Strona B
1. „Bitter taste in our bread” – 4:10
2. „Westchnienia wielu żon funkcjonariuszy” – 3:27
3. „Ostrożnie trutka” – 2:35
4. „Stepowanie kota w mroku” – 4:53
5. „Kwiaty na żywopłocie” – 5:05

## Muzycy
- Andrzej Kraiński – gitara, śpiew
- Jacek Bryndal – gitara basowa, śpiew
- Jacek Perkowski – gitara, śpiew
- Piotr Wysocki – perkusja,  śpiew

gościnnie
- Jeanne Giovennes – śpiew
- Janusz Grzywacz – instrumenty klawiszowe
- Young Power w składzie:
  - Bronisław Duży – puzon
  - Włodzimierz Kiniorski – saksofon
  - Aleksander Korecki – saksofon
  - Piotr Wojtasik – trąbka